# Plesioagathomerus vittatus
Plesioagathomerus vittatus es una especie de coleóptero de la familia Megalopodidae.

## Distribución geográfica
Habita en Argentina.